# Multi (rap)
Multi is een term uit de rap en een afkorting van multisyllable rhymes of multirhymes. Het is vergelijkbaar met het klassieke binnenrijm. Multi's zijn rijmen waar gebruik wordt gemaakt van twee of meerdere klankrijmlettergrepen.
Een mogelijk rijmschema is:
- xxxxab
- xxxxab
- xxxxcd
- xxxxcd

Een voorbeeld van een multi is: "deze tut is in behandeling, dat dit gelukt is vind je handig slim".